# Хуан Мануель де Росас
Хуа́н Мануе́ль Хосе́ Домі́нго Орті́с де Ро́сас і Ло́пес де Осо́рніо (повне ім'я при народженні, ісп. Juan Manuel José Domingo Ortiz de Rozas y López de Osornio) (30 березня 1793 — 14 березня 1877)  — генерал і консервативний аргентинський політик, який правив Аргентинською конфедерацією з 1829 до 1852 року з короткими перервами. Росас був одним з перших відомих каудільйо — диктаторів у Латинській Америці.

## Біографія
У молодості жив серед гаучо, став великим поміщиком-скотарем. З 1811 року на військовій службі. Завдяки вдалим походам проти патагонців, Росас здобув досвід у військовій справі і велику популярність. У 1828 році він виступив, як лідер федералістів, в боротьбі з унітаріями. Того ж року отримав звання генерала. У 1829 році став генерал-капітаном та командувачем збройних сил провінції Буенос-Айрес і главою Аргентинської конфедерації (офіційний титул називався «Голова іноземних справ»). В 1829—1832 роках губернатор провінції Буенос-Айрес. На посаді генерал — капітана Росас пробув 23 роки і мало-помалу здобув необмежену диктаторську владу, тоді як влада конгресу все більш зменшувалася. З квітня 1835 року фактичний диктатор країни. Спираючись на духовенство, поміщиків та великих торговців, Росас встановив терористичний режим, відновив привілеї католицької церкви, допомагав поширенню латифундизму та проникненню англійського капіталу.
Своїх супротивників Росас вбивав тисячами; його гордовитість і честолюбство доходили до смішного. Не зважаючи на це, усередині держави панував спокій і розвивалася торгівля і промисловість. Значення Росаса ослабло лише унаслідок його втручання в боротьбу партій в Уругваї, що привело до конфлікту з Францією, Англією і Бразилією. Намагаючись заволодіти Уругваєм, призвів до блокади Монтевідео в 1843-51 роках. Зростання опозиції, поглиблення протиріч між Буенос-Айресом та іншими провінціями підірвало політичну могутність диктатури Росаса.
У лютому 1852 року, Росас був розбитий в битві при Монте-Касерос губернатором провінції Ентре-Ріос генералом Хусто Хосе де Уркісою, якого підтримали Бразилія і Уругвай. Після цього Росас залишив Аргентину і відправився у вигнання до міста Саутгемптона, що в Англії.
Тимчасовий уряд під керівництвом Вісенте Лопеса-і-Планеса, сформований Уркісою, конфіскував просторі маєтки і величезні стада худоби, що належали Росасу, а сам Росас у 1861 році був заочно засуджений до страти. Згодом, втім, йому вдалося повернути частину своїх володінь.